# Seredyna-Buda

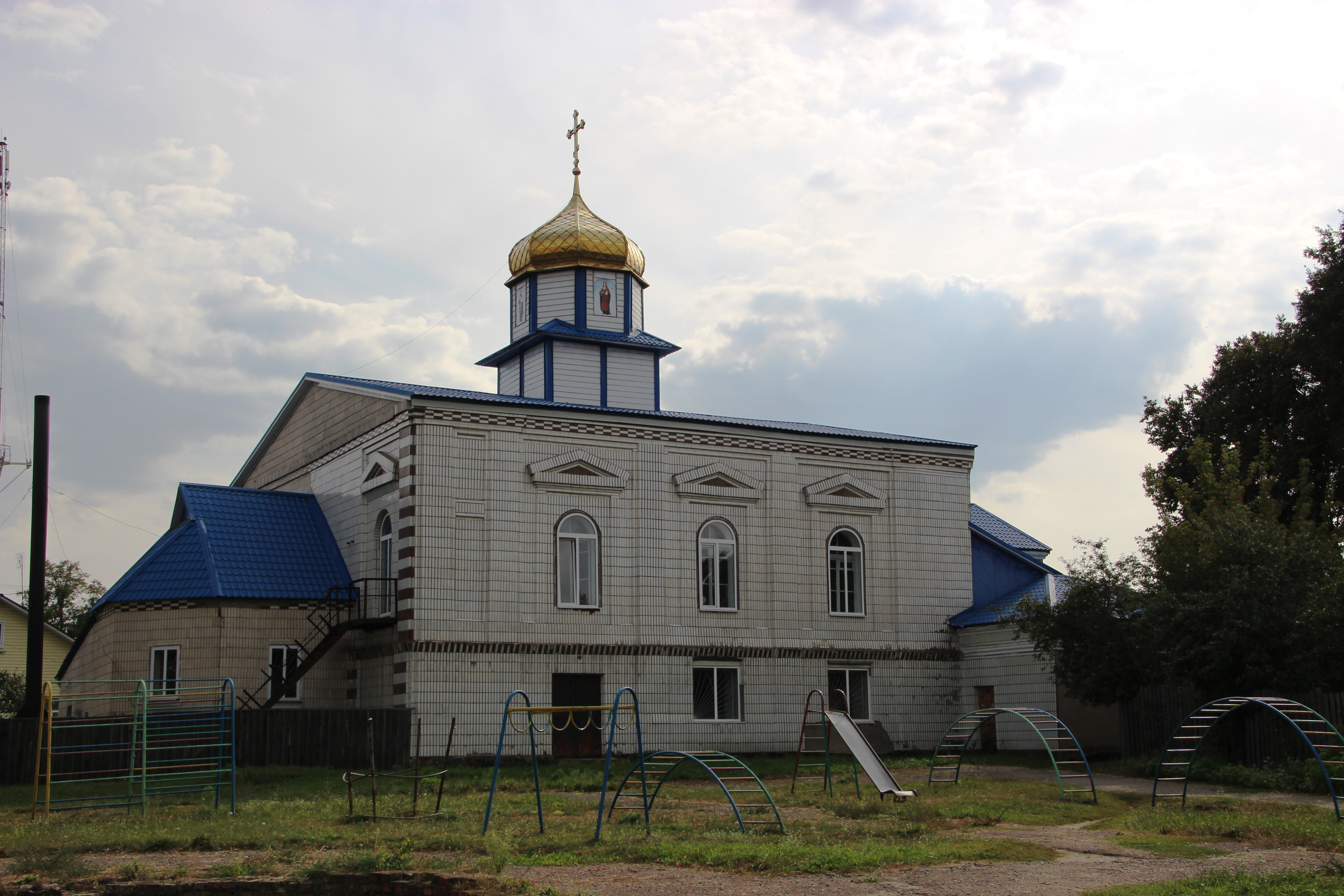
Jungfruns födelsekyrka i Seredyna-Buda.

Seredyna-Buda (ukrainska: Середина-Буда uttal (fil); ryska: Середина-Буда) är en stad i Sumy oblast i Ukraina. Folkmängden uppgick till 7 500 år 2005.

## Historia
Seredyna-Buda grundades år 1660 av gammaltroende från Ryssland. I slutet av 1800-talet etablerades företag som tillverkade tvål, hampfröolja, läder och mjöl. Genom anläggandet av en järnväg utvecklades skogsbruket vid sekelskiftet 1900. Seredyna-Buda blev stad år 1964.

## Ekonomi
Industrierna i Seredyna-Buda utgörs av maskintillverkning, metallindustri, livsmedelsindustri, skogsprodukter och sömnad.